# Marathon Cup 6; Sjoerd Huisman Bokaal/Wokke Vastgoed Marathon 2023
De Marathonschaatsen 2023/2024 Marathon Cup 6; Sjoerd Huisman Bokaal/Wokke Marathon 2023 was de zesde wedstrijd van het Marathonseizoen die op zondag 26 november 2023 plaatsvond op de De Westfries in Hoorn. Het is de negende editie van de Sjoerd Huisman Bokaal, ter herinnering aan de overleden Sjoerd Huisman uit Andijk. 
Bart Swings won de wedstrijd bij de top-divisie mannen. Swings won de Sjoerd Huisman Bokaal door in een door late aanvallen ontregelde massasprint oranjepakdrager Harm Visser en Luc ter Haar te kloppen. Langebaanschaatser Stijn van de Bunt leidde bij het ingaan van de laatste bocht nog nadat een klein groepje in de finale ontstaan was door verstorend werk van Sjoerd den Hertog. De rapste sprinters achterhaalde Van de Bunt nog die achter medevluchter Jorrit Bersma genoegen moest nemen met de vijfde plaats. Esther Kiel won de Sjoerd Huisman Bokaal bij de vrouwen en doorbrak daarmee de zegereeks van Albert Heijn Zaanlander dat tot nog toe alle wedstrijden had gewonnen. In de massasprint eindigde Kiels ploeggenote Elsemieke van Maaren voor Maaike Verweij ls tweede. Hierdoor nam Van Maaren het oranje leiderspak overnam van in verband met een trainingskamp afwezige Irene Schouten. Wittepakdraagster Kim Talsma, die in de voorlaatste ronde ten val kwam, verloor de leiding in het jongerenklassement aan Verweij. 
Klassementsleider Wisse Slendebroek had de wedstrijd voor de beloftenmannen gewonnen.  Slendebroek stak in de wedstrijd die twintig ronden voor het eind ontbrande over naar een vijfmans kopgroep en kon daarna als enige nog versnellen en dubbelde het peloton met hulp van ploeggenoot Jorian ten Cate. De Fransman Giovanni Trébouta won de sprint van de oorspronkelijke kopgroep om plaats twee voor Jesse Vollaard en Roy Hoogendoorn. Voor Slendebroek was het alweer de derde overwinning waardoor hij zeer stevig in het oranje staat. Na twee weken ingevallen te zijn in de topdivisie en op de langebaan actief te zijn geweest heeft Gioya Lancee vandaag bij haar terugkeer in het beloftenpeloton de vijfde cupwedstrijd gewonnen. Lancee, die ook de openingswedstrijd bij de beloften won, was op De Westfries in de massasprint sneller dan regiorijdster Nikki Noordergraaf en oranjepakdraagster Anna Marit Sybrandi. Klassementsleidster Sybrandi behield zo logischerwijs de eerste plek in het tussenklassement. 

## Tijdschema
| Datum                   | Tijd (CET) | Onderdeel           |
| ----------------------- | ---------- | ------------------- |
| Zondag 26 november 2023 | 13:00      | Beloften mannen     |
| Zondag 26 november 2023 | 14:30      | Beloften vrouwen    |
| Zondag 26 november 2023 | 15:45      | Top-divisie mannen  |
| Zondag 26 november 2023 | 17:15      | Top-divisie vrouwen |

## Podia
| Klasse             | Eerste            | Tweede               | Derde               |
| ------------------ | ----------------- | -------------------- | ------------------- |
| Topdivisie mannen  | Bart Swings       | Harm Visser          | Luc ter Haar        |
| Topdivisie vrouwen | Esther Kiel       | Elsemieke van Maaren | Maaike Verweij      |
| Beloften mannen    | Wisse Slendebroek | Giovanni Trébouta    | Jesse Vollaard      |
| Beloften vrouwen   | Gioya Lancee      | Nikki Noordergraaf   | Anna Marit Sybrandi |

## Uitslag Top-divisie mannen[2]
| #      | Rijder               | Nationaliteit | Ploeg                           | Ronde | Punten |
| ------ | -------------------- | ------------- | ------------------------------- | ----- | ------ |
| Goud   | Bart Swings          | België        | OKAY/Interfarms                 | 125   | 25,1   |
| Zilver | Harm Visser          | Nederland     | Jumbo-Visma                     | 125   | 21     |
| Brons  | Luc ter Haar         | Nederland     | Bouwselect / De Haan Westerhoff | 125   | 18     |
| 4      | Jorrit Bergsma       | Nederland     | Jumbo-Visma                     | 125   | 17     |
| 5      | Stijn van de Bunt    | Nederland     |                                 | 125   | 16     |
| 6      | Homme Jan de Groot   | Nederland     | Bouwselect / De Haan Westerhoff | 125   | 15     |
| 7      | Stefan Wolffenbuttel | Nederland     | OKAY/Interfarms                 | 125   | 14     |
| 8      | Evert Hoolwerf       | Nederland     | Team Reggeborgh                 | 125   | 13     |
| 9      | Sjoerd den Hertog    | Nederland     | Royal A-ware                    | 125   | 12     |
| 10     | Jordy Harink         | Nederland     | Royal A-ware                    | 125   | 11     |
| 11     | Lars Woelders        | Nederland     | OKAY/Interfarms                 | 125   | 10     |
| 12     | Ronald Kruijer       | Nederland     | Bouwselect / De Haan Westerhoff | 125   | 9      |
| 13     | Roel Boek            | Nederland     | Port of Amsterdam / SKITS       | 125   | 8      |
| 14     | Jan Hamers           | Nederland     | Sprog                           | 125   | 7      |
| 15     | Robbert Post         | Nederland     | Jumbo-Visma                     | 125   | 6      |
| 16     | Bart Mol             | Nederland     | A6.nl / KMC                     | 125   | 5      |
| 17     | Axel Koopman         | Nederland     | VGR Sport / Mechan Groep        | 125   | 4      |
| 18     | Joram Verkerk        | Nederland     | VGR Sport / Mechan Groep        | 125   | 3      |
| 19     | Christoffel Hendriks | Nederland     | Port of Amsterdam / SKITS       | 125   | 2      |
| 20     | Koen de Best         | Nederland     | Port of Amsterdam / SKITS       | 125   | 1      |

125 ronden
1:05:52uur (gem. 31,6sec) 45,5km/h

## Uitslag Top-divisie vrouwen[3]
| #      | Rijder                 | Nationaliteit | Ploeg                               | Ronde | Punten |
| ------ | ---------------------- | ------------- | ----------------------------------- | ----- | ------ |
| Goud   | Esther Kiel            | Nederland     | BDM-BTZ                             | 80    | 25,1   |
| Zilver | Elsemieke van Maaren   | Nederland     | BDM-BTZ                             | 80    | 21     |
| Brons  | Maaike Verweij         | Nederland     | Team Albert Heijn Zaanlander        | 80    | 18     |
| 4      | Emma Engbers           | Nederland     | VGR Sport / Vreugdenhil Dairy Foods | 80    | 17     |
| 5      | Beau Wagemaker         | Nederland     | PGM Bakker                          | 80    | 16     |
| 6      | Loesanne van der Geest | Nederland     | PGM Bakker                          | 80    | 15     |
| 7      | Sofia Schilder         | Nederland     | Van Ramshorst Renault               | 80    | 14     |
| 8      | Arianna Pruisscher     | Nederland     | Team Albert Heijn Zaanlander        | 80    | 13     |
| 9      | Eline Jansen           | Nederland     | Van Ramshorst Renault               | 80    | 13     |
| 10     | Iris van der Stelt     | Nederland     | PEER racefietsen Wijk en Aalburg    | 80    | 11     |
| 11     | Robin Groot            | Nederland     |                                     | 80    | 10     |
| 12     | Elsemieke van Maaren   | Nederland     | BDM-BTZ                             | 80    | 9      |
| 13     | Hilde Noppert          | Nederland     | Bouwbedrijf de Vries                | 80    | 8      |
| 14     | Tjilde Bennis          | Nederland     | Turner                              | 80    | 7      |
| 15     | Dieuwertje van Kalken  | Nederland     | Turner                              | 80    | 6      |
| 16     | Nienke Smit            | Nederland     | Haak powered by OCRE                | 80    | 5      |
| 17     | Sophie Kraaijeveld     | Nederland     | Gewest Fryslan-Victron Energy       | 80    | 4      |
| 18     | Olin Verhoog           | Nederland     | Haak powered by OCRE                | 80    | 3      |
| 19     | Roos Markus            | Nederland     | VGR Sport / Vreugdenhil Dairy Foods | 80    | 2      |
| 20     | Merel Conijn           | Nederland     |                                     | 80    | 1      |

80 ronden
0:45:25uur (gem. 34,1sec) 42,3km/h

## Uitslag beloften mannen[4]
| Rijder | Nationaliteit       | Ploeg     | Ploeg                                  | Ronde | Punten |
| ------ | ------------------- | --------- | -------------------------------------- | ----- | ------ |
| Goud   | Wisse Slendebroek   | Nederland | OKAY/Interfarms                        | 101   | 30,1   |
| Zilver | Giovanni Trébouta   | Frankrijk |                                        | 100   | 21     |
| Brons  | Jesse Vollaard      | Nederland | Vector                                 | 100   | 18     |
| 4      | Roy Hoogendoorn     | Nederland | Spieren voor Spieren / Douna Machinery | 100   | 17     |
| 5      | Jasper Tinga        | Nederland | Douma Staal                            | 100   | 16     |
| 6      | Hylke de Boer       | Nederland | Bouwselect / De Haan Westerhoff        | 100   | 15     |
| 7      | Arn Botman          | Nederland | Wokke Vastgoed                         | 100   | 14     |
| 8      | Twan Berlijn        | Nederland | Traumeel Gel                           | 100   | 13     |
| 9      | Ruud van Egmond     | Nederland | Wokke Vastgoed                         | 100   | 12     |
| 10     | Luke Kooij          | Nederland | Ormer ICT                              | 100   | 11     |
| 11     | Bram Kras           | Nederland | Wokke Vastgoed                         | 100   | 10     |
| 12     | Otto van de Pol     | Nederland | HCH Heerenveen                         | 100   | 9      |
| 13     | Rick de Ruijgt      | Nederland | Arktika                                | 100   | 8      |
| 14     | Mitchel Zijp        | Nederland | Forte Sportswear                       | 100   | 7      |
| 15     | Gert-Jan van Diepen | Nederland |                                        | 100   | 6      |
| 16     | Fred Schouwenaar    | Nederland | Ormer ICT                              | 100   | 5      |
| 17     | Hidde Westra        | Nederland | Gewest Fryslan-Victron Energy          | 100   | 4      |
| 18     | Jochem Posthumus    | Nederland | Speelman / Kuil                        | 100   | 3      |
| 19     | Gijs Verduijn       | Nederland |                                        | 100   | 2      |
| 20     | Sipke Sijtsema      | Nederland | Douma Staal                            | 100   | 1      |

100 ronden
0:54:14uur (gem. 32,5sec) 44,3km/h

## Uitslag Top-divisie vrouwen[5]
| #      | Rijder                    | Nationaliteit | Ploeg                               | Ronde | Punten |
| ------ | ------------------------- | ------------- | ----------------------------------- | ----- | ------ |
| Goud   | Gioya Lancee              | Nederland     | BDM-BTZ                             | 60    | 25,1   |
| Zilver | Nikki Noordergraaf        | Nederland     |                                     | 60    | 21     |
| Brons  | Anna Marit Sybrandi       | Nederland     | Boltrics                            | 60    | 18     |
| 4      | Jet Fransen               | Nederland     | Wokke Vastgoed                      | 60    | 17     |
| 5      | Kaat van Steekelenburg    | Nederland     | Fortune Coffee                      | 60    | 16     |
| 6      | Iris Tiben                | Nederland     | Wokke Vastgoed                      | 60    | 15     |
| 7      | Lidia Tempert             | Nederland     | Boltrics                            | 60    | 14     |
| 8      | Manon Gremmen             | Nederland     | Husqvarna / Praktijk Centrum Bomen  | 60    | 13     |
| 9      | Maaike Koelewijn          | Nederland     | Fortune Coffee                      | 60    | 12     |
| 10     | Sylvia de Vries           | Nederland     | Gewest Fryslan-Victron Energy       | 60    | 11     |
| 11     | Esmée Brommer             | Nederland     | PGM Bakker                          | 60    | 10     |
| 12     | Mayke Vriesinga           | Nederland     | Boltrics                            | 60    | 9      |
| 13     | Sanne Westra              | Nederland     | Gewest Fryslan-Victron Energy       | 60    | 8      |
| 14     | Liset Speelman            | Nederland     | Speelman / Exclusief Vastgoedbeheer | 60    | 7      |
| 15     | Mirjam Thomas             | Nederland     | Gewest Fryslan-Victron Energy       | 60    | 6      |
| 16     | Viviana Rodríguez Rojas   | Chili         | 21Adventures.nl                     | 60    | 5      |
| 17     | Vera van Ditshuizen       | Nederland     | Vechtsebanen                        | 60    | 4      |
| 18     | Floor Besteman            | Nederland     | Vector                              | 60    | 3      |
| 19     | Heleen Docter             | Nederland     | Fortune Coffee                      | 60    | 2      |
| 20     | Carla Ketellapper-Zielman | Nederland     |                                     | 60    | 1      |

60 ronden
0:36:00uur (gem. 36,0sec) 40,0km/h

### Snelste wedstrijdgemiddelde
| Klasse              | Snelste gemiddelde       | Tijd     | Ronden | Schaatsster       | Nationaliteit | Ploeg           |
| ------------------- | ------------------------ | -------- | ------ | ----------------- | ------------- | --------------- |
| Top-divisie Mannen  | 45,5 km/h (gem. 31,6sec) | 01:05:53 | 125    | Bart Swings       | België        | OKAY/Interfarms |
| Top-divisie Vrouwen | 42,3 km/h (gem. 34,1sec) | 00:45:25 | 80     | Esther Kiel       | Nederland     | BDM-BTZ         |
| Beloften Mannen     | 44,3 km/h (gem. 32,5sec) | 00:54:14 | 100    | Wisse Slendebroek | Nederland     | OKAY/Interfarms |
| Beloften Vrouwen    | 40,0 km/h (gem. 36,0sec) | 00:36:00 | 60     | Gioya Lancee      | Nederland     | BDM-BTZ         |

Marathon Cup 1 · 
Marathon Cup 2 · 
Marathon Cup 3 ·
Marathon Cup 4 · 
Marathon Cup 5 · 
Marathon Cup 6 · 
Marathon Cup 7 · 
Marathon Cup 8 · 
Staatsloterij Schaatsmarathon · 
Marathon Cup 9 · 
NK kunstijs · 
Marathon Cup 10 · 
Eerste schaatsmarathon op natuurijs · 
Tweede schaatsmarathon op natuurijs · 
Marathon Cup 11 · 
Marathon Cup 12 · 
Grand Prix 1 · 
Open NK natuurijs · 
Grand Prix 2 · 
Grand Prix 3 ·
Marathon Cup 13 ·
Marathon Cup 14 · 
Grand Prix 4 · 
Grand Prix 5 · 
Grand Prix 6 ·  
Marathon Cup 15
Klassementen: KNSB Cup ·
Jongeren · 
Ploegen ·
Grand Prix ·
Club-assistent Brabantcup ·
Natuurijs vierdaagse
Lijst van schaatsmarathonrijders 2023/2024